# カラコシュン湖

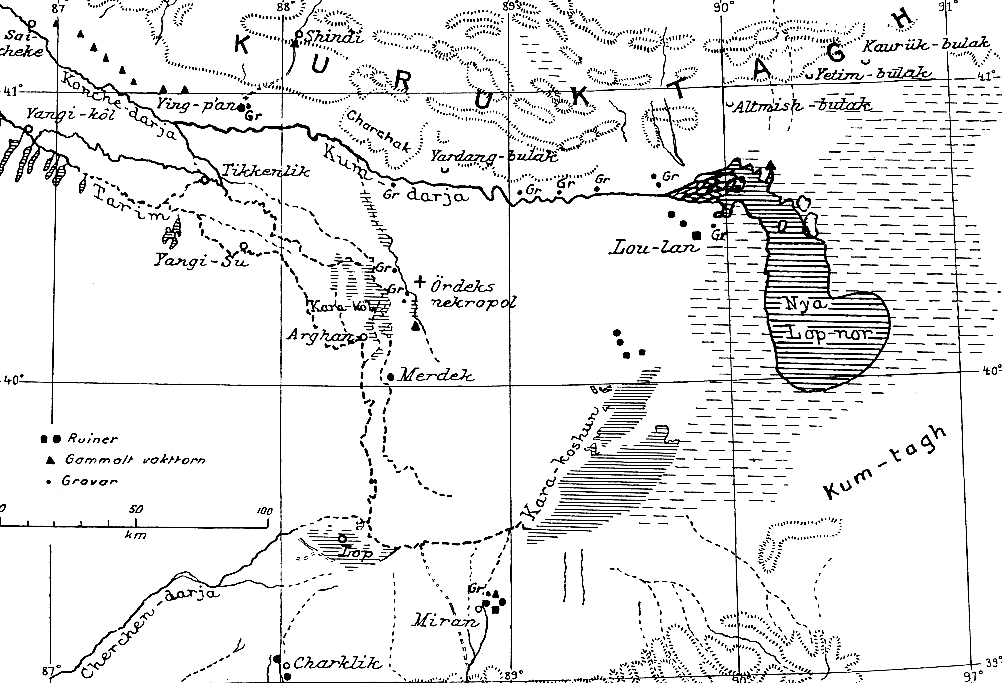
フォルケ・ベリイマンによる地図（1939年）

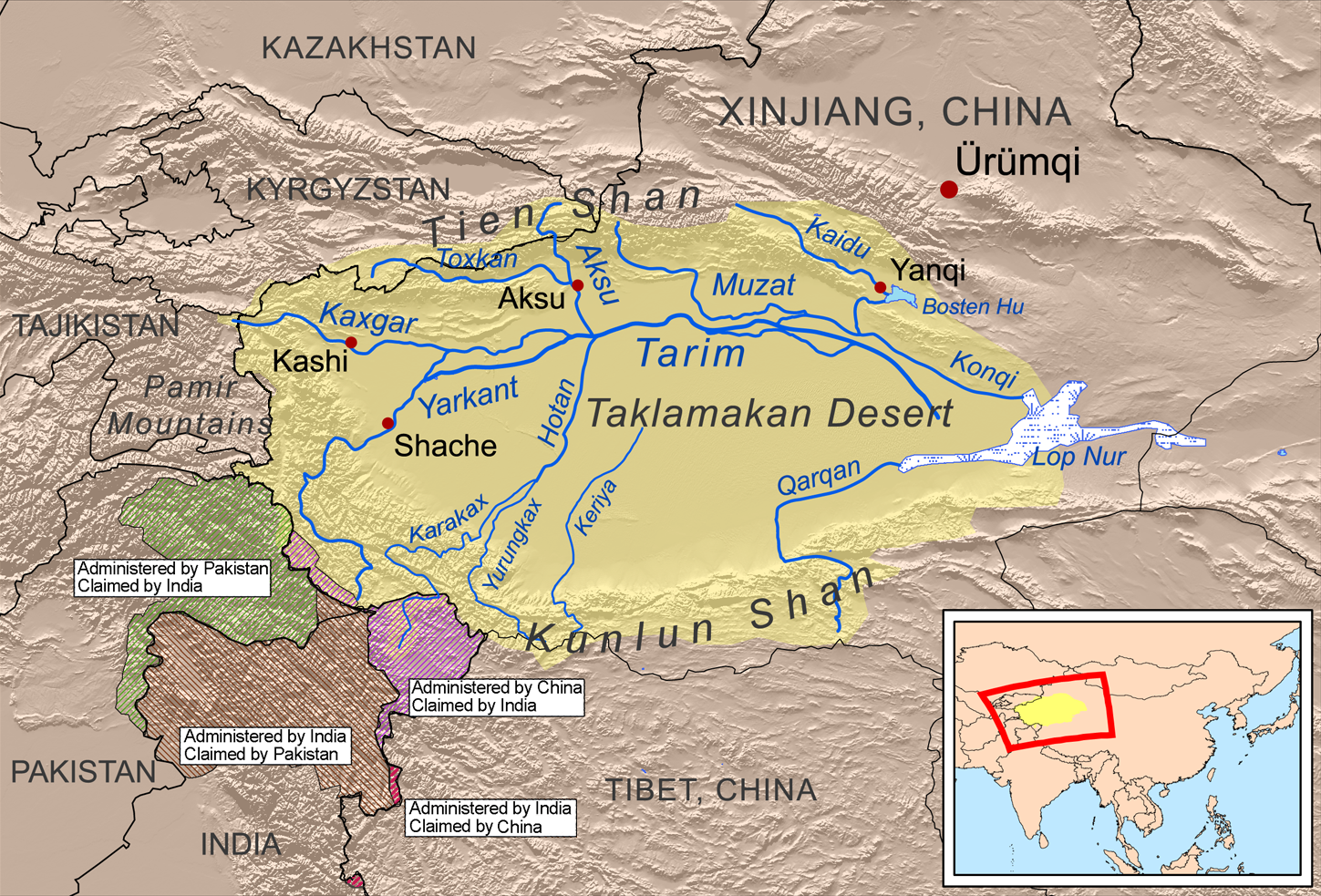
タリム盆地（タクラマカン砂漠）の河川（タリム川、孔雀河、チャルチャン川など）とロプノール

カラコシュン湖（カラコシュンこ、中国語: 喀拉库顺湖、英語: Karakoshun Lake）は、中華人民共和国新疆ウイグル自治区バインゴリン・モンゴル族自治州にあった内陸湖で、現在は干上がっている。
カラコシュン湖は新疆ウイグル自治区南東部の主要窪地のひとつで（他にロプノール、タイテマ湖など）、20世紀前半まではタリム川の末端部の湖で、ロプノールに注いでいて、探検家のニコライ・プルジェヴァリスキー、スヴェン・ヘディン、フォルケ・ベリイマンの地図にも「Kara koshun」湿地として記録されている。また、チャルチャン川からの水を集めるタイテマ湖からの水も得ていた。
20世紀末には、完全に干上がっている。

## 参照項目
- G315国道